# Nizi
Nizi va ser un rei (lugal) de la ciutat-estat de Mari, a Mesopotàmia, un important centre del comerç amb l'Àsia menor.
Segurament va regnar cap a l'any 2350 aC, i només durant tres anys. El seu nom apareix a la col·lecció de Tauletes d'Ebla, en una llista de tributs que la ciutat d'Ebla pagava al regne de Mari. El text el fa successor d'Iblul-El i diu que va regnar abans que Enna-Dagan. En aquest document sembla que Nizi va rebre com a tribut la mateixa quantitat de plata que Enna-Dagan, però una major quantitat d'or, cosa que potser volia mostrar la seva importància com a rei de Mari. A una coneguda carta conservada també a Ebla on Enna-Dagan escriu al seu rei, no se'l menciona, potser perquè no va fer cap conquesta militar. Quan va morir, el rei d'Ebla era Irkab-Damu, i la seva nissaga va iniciar el domini d'aquella ciutat sobre el regne de Mari.